# 과학다큐 비욘드
《과학다큐 비욘드》는 2017년 5월 11일부터 2018년 2월 15일까지 EBS 1TV에서 방송된 과학 전문 다큐멘터리 프로그램이다.

## 기획 의도
쉽고 호기심을 끄는 질문에서 출발해, 복잡한 과학을 풀어내고 심플하고 깊이 있는 논증에 도달하는 프로그램.

## 방송 시간
| 방송 채널 | 방송 기간                          | 방송 시간                          |
| --------- | ---------------------------------- | ---------------------------------- |
| EBS 1TV   | 2017년 5월 11일 ~ 2017년 12월 21일 | 매주 목요일 밤 9:50 ~ 10:45 (55분) |

## 같이 보기
관련 항목
- 과학
- 다큐멘터리 프로그램

동일 소재 프로그램
- KBS 뉴스특보 (KBS 보도본부 제작)
- 인간극장 (KBS 시사교양본부 제작)
- 해피선데이 (KBS 예능본부 제작)
- 감성다큐 미지수 (KBS 2TV)
- 자이언트 펭TV (EBS 1TV)
- 히어로 써클 (EBS·스튜디오 티앤티 공동 제작)
- MBC 뉴스특보 (MBC 보도본부 제작)
- 실화탐사대 (MBC TV)
- SBS 뉴스특보, 그것이 알고싶다, 궁금한 이야기 Y, 신발 벗고 돌싱포맨, SBS 뉴스 이슈진단 (SBS TV)
- MBN 뉴스특보 (MBN)
- 이것은 실화다 (TV조선)
- 천일야사, 채널A 뉴스특보 (채널A)
- YTN 뉴스특보 (YTN)
- 연합뉴스TV 뉴스특보 (연합뉴스TV)
- 아르곤 (tvN)
- 진격의 언니들 (채널S)
- 지금은 라디오 시대, 문화야 놀자, 출발 주말세상 차미연입니다, 모두의 퀴즈생활 서유리입니다, 주말엔 나비인가봐, 마음연구소 (MBC 표준FM)
- 라디오 고해소 비밀번호 1053 (cpbc FM)